# Yusuf Isa Halim
Yusuf Isa Halim (transcris în limba română și sub forma: Iusuf Isa Halim; n. 1894, Ciocârlia, România – d. 1982, Medgidia, Constanța, România) a fost un poet, profesor și lingvist tătar cunoscut ca autor al primului dicționar român - turc.

## Biografie
Yusuf Isa s-a născut în 1894 în Bílbíl, un sat dobrogean de tătari nogai denumit azi Ciocârlia.
În 1915 a absolvit Seminarul musulman din Medgidia după care a activat ca profesor în  Abrud, Constanța, Kavarna și Bazargic din județul Caliacra {în Cadrilater) și Cernavodă. În 1930 a publicat la Bazargic, azi orașul Dobrici din Bulgaria, primul dicționar român – turc.